# جوني ماكويد
جوني ماكويد (بالإنجليزية: Johnny McQuade)‏ هو لاعب كرة قدم أمريكية أمريكي، ولد في 4 يونيو 1895 في مانشستر في الولايات المتحدة، وتوفي في 24 ديسمبر 1980.

## وصلات خارجية
- جوني ماكويد على موقع مرجع كرة القدم المحترفة.كوم (الإنجليزية)